# Acanthamunnopsis longicornis
Acanthamunnopsis longicornis is een pissebed uit de familie Munnopsidae. De wetenschappelijke naam van de soort is voor het eerst geldig gepubliceerd in 1895 door Hansen.